# ウェストグリニッジ (ロードアイランド州)
ウェストグリニッジ（英: West Greenwich）は、アメリカ合衆国ロードアイランド州のケント郡にある町。人口は6,528人（2020年）。ウェストグリニッジの町名はイングランドのケントにあるグリニッジの町から採られた。1741年にロードアイランドのグリニッジ（現在のイーストグリニッジ）から分離して町となった。

## 地理
アメリカ合衆国国勢調査局に拠れば、市域全面積は51.3平方マイル (133 km2)であり、このうち陸地50.6平方マイル (131 km2)、水域は0.7平方マイル (1.8 km2)で水域率は1.34%である。町内にエスコヒーグヒルがあり、元はスキー場だった。ウェストグリニッジの西はコネチカット州との州境であり、東はイーストグリニッジ町である。北はコベントリーに、南はエクセターの各町に接している。

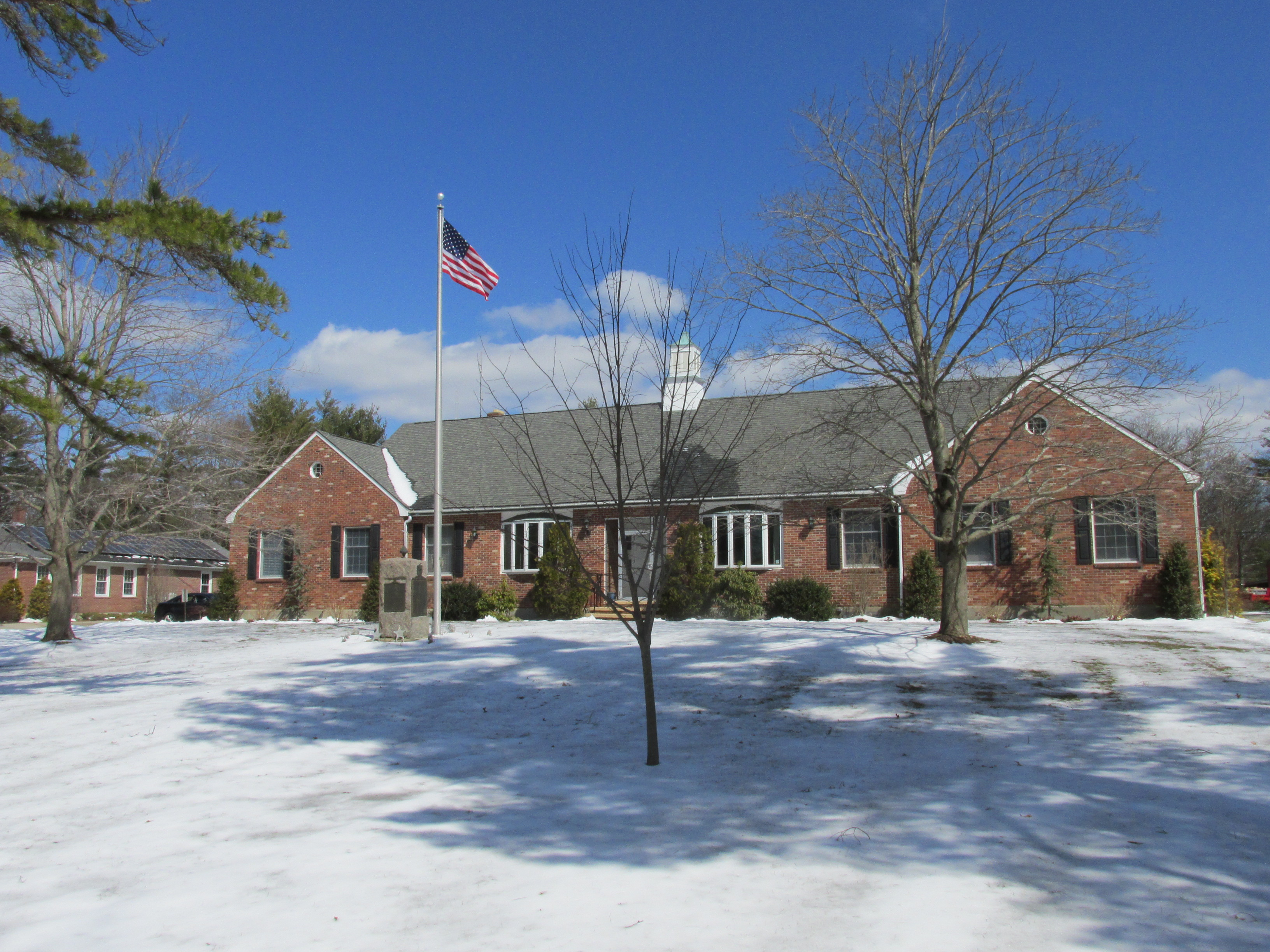
ウェストグリニッジ町役場

## 人口動態
以下は2000年国勢調査による人口統計データである。
| 基礎データ - 人口: 5,085 人 - 世帯数: 1,749 世帯 - 家族数: 1,451 家族 - 人口密度: 38.8人/km2（100.4 人/mi2） - 住居数: 1,809 軒 - 住居密度: 13.8軒/km2（35.7 軒/mi2） 人種別人口構成 - 白人: 97.70% - アフリカン・アメリカン: 0.28% - ネイティブ・アメリカン: 0.24% - アジア人: 0.57% - その他の人種: 0.24% - 混血: 0.98% - ヒスパニック・ラテン系: 0.69% 年齢別人口構成 - 18歳未満: 28.4% - 18-24歳: 6.1% - 25-44歳: 33.4% - 45-64歳: 25.1% - 65歳以上: 7.1% - 年齢の中央値: 37歳 - 性比（女性100人あたり男性の人口） - 総人口: 100.4 - 18歳以上: 99.5 | 世帯と家族（対世帯数） - 18歳未満の子供がいる: 42.7% - 結婚・同居している夫婦: 72.3% - 未婚・離婚・死別女性が世帯主: 7.4% - 非家族世帯: 17.0% - 単身世帯: 13.0% - 65歳以上の老人1人暮らし: 3.6% - 平均構成人数 - 世帯: 2.90人 - 家族: 3.18人 収入と家計 - 収入の中央値 - 世帯: 65,725米ドル - 家族: 71,332米ドル - 性別 - 男性: 44,306米ドル - 女性: 32,933米ドル - 人口1人あたり収入: 25,750米ドル - 貧困線以下 - 対人口: 4.2% - 対家族数: 2.5% - 18歳未満: 2.7% - 65歳以上: 15.9% |

## 歴史的な場所
- ルーティット図書館、1936年建設
- ウェストグリニッジ・バプテスト教会と墓地、1822年設立
- スティーブン・アレン邸、1787年建設
- ホプキンス・ホロー・ビレッジ、1728年設立